# Зенит-2SLБ
«Зенит-2SLБ» или «Зенит-2M» — украинская ракета-носитель среднего класса, семейства «Зенит». Является модификацией ракеты-носителя «Зенит-2S». Разработана в рамках программы «Наземный старт».